# Applicazione della cicloide
Le applicazioni della cicloide nella pratica, hanno il fine di sfruttare una o entrambe le proprietà principali di questa curva ovvero:
- l'essere una curva tautocrona cioè con la proprietà che un grave, lasciato cadere lungo una concavità con profilo cicloidale, impiega sempre lo stesso tempo per raggiungere il fondo indipendentemente dall'altezza da cui viene lanciato;
- l'essere una curva brachistocrona cioè curva di minimo tempo in quanto, tra le traiettorie che un grave può seguire per muoversi tra due punti su un piano verticale, quella a forma cicloidale è quella percorribile in meno tempo.

Queste proprietà, accanto ad altre della cicloide, fanno sì che questa curva abbia un ruolo chiave in vari congegni e accorgimenti scientifici utilizzati in vari campi come quello della fisica, della meccanica e dell'idraulica. Accanto a questi troviamo applicazioni della cicloide anche in alcuni sport, ad esempio nella creazione di piste e trampolini per il ciclocross lo skateboard e lo sci. Inoltre non è raro vedere applicazioni della cicloide in attività spettacolari e circensi basati su motocross e simili e nella costruzione di montagne russe.

## Il pendolo cicloidale
La proprietà della tautocronia è stata alla base della costruzione di cronometri per misurare i tempi di fenomeni scientifici ed astronomici agli albori della scienza moderna.
Christiaan Huygens nella sua opera Horologium oscillatorium presenta, appunto, la descrizione di un pendolo cicloidale. Questo pendolo è basato anche su un'altra proprietà della cicloide e cioè sul fatto che l'evoluta di una cicloide è a sua volta una cicloide. Quindi, se si fa pendere il filo del pendolo dalla cuspide di una cicloide e lo si lascia oscillare lungo il piano di questa, il filo, durante l'oscillazione, si adagerà sulla cicloide, facendo compiere al peso un percorso cicloidale e, quindi, facendo sì che le oscillazioni del pendolo abbiano un periodo indipendente dall'ampiezza.

## Il tubo a U
Isaac Newton, nei suoi Philosophiae Naturalis Principia Mathematica, dimostra che le oscillazioni di un pendolo cicloidale e quelle di un liquido non viscoso in un tubo ad U possono essere descritti da un'identica equazione di moto

## Confronto tra sistemi di riferimento
Supponiamo di avere due sistemi di riferimento: uno fisso e l'altro solidale con l'asse di una ruota che rotola senza strisciare. Un punto che nel secondo sistema di riferimento compie un moto circolare intorno all'asse della ruota, nel primo sistema di riferimento percorre una traiettoria cicloidale.